# Folkets demokratiska parti (Makedonien)
Folkets Demokratiska Parti var ett politiskt parti bland etniska albaner i Nordmakedonien, baserat i Tetovo.
Partiet bildades i juli 1990 och registrerades formellt 1 augusti med syfte att bli en radikal konkurrent till Partiet för demokratiskt välstånd. Partiledare var Iljaz Halimi och partisekreterare var Ibrahim Bedredin. Partiet deltog första gången i parlamentsvalet 1990 (då Makedonien ännu var en del av Jugoslavien) där de fick 0,4 % av rösterna i första omgången samt 0,5 % i andra. Detta resulterade i ett mandat. I parlamentsvalet 1994 fick partiet 3 % av rösterna, vilket resulterade i 4 mandat.
I juni 1997 gick NDP samman med Partiet för albanernas demokratiska framgång och bildade Albanska demokratiska partiet.